# فرودگاه بین‌المللی فوت ورث میچام
فرودگاه بین‌المللی فوت ورث میچام (به انگلیسی: Fort Worth Meacham International Airport) یک فرودگاه همگانی با کد یاتا FTW است که یک باند فرود آسفالت دارد و طول باند آن ۱۱۲۱ متر است. این فرودگاه در شهر فورت وورث کشور ایالات متحده آمریکا قرار دارد و در ارتفاع ۲۱۶ متری از سطح دریا واقع شده است.